# Gymnopilus arenicola
Gymnopilus arenicola là một loài nấm thuộc họ Cortinariaceae.